# January Komański
January Komański (ur. 10 lutego 1941 w Nowosielcach, zm. 27 lutego 2021 tamże) – generał brygady rezerwy Wojska Polskiego.

## Życiorys
Syn Edwarda i Marii. W 1959 w Sanoku ukończył Liceum Ogólnokształcące Męskie w Sanoku (w jego klasie był Wojciech Rybicki).
Został oficerem Sił Zbrojnych PRL. Jako podchorąży w 1962 kończył naukę w Oficerskiej Szkole Piechoty we Wrocławiu. Pełnił służbę w 26 batalionie rozpoznawczym, a po przeformowaniu jednostki, w 1 batalionie szturmowym w Dziwnowie, gdzie w stopniu porucznika był dowódcą kompanii płetwonurków. W stopniu pułkownika dyplomowanego pełnił funkcję dowódcy 6 Pomorskiej Dywizji Powietrznodesantowej od 1983 do 1986. Został awansowany na generała brygady. Od 1986 do grudnia 1987 sprawował stanowisko dowódcy 6 Brygady Powietrznodesantowej w garnizonie Kraków, którym również dowodził. Od 16 października 1986 do 8 listopada 1988 był członkiem Egzekutywy Komitetu Krakowskiego PZPR.
W Siłach Zbrojnych III RP był Szefem Zarządu Obrony Terytorialnej Sztabu Generalnego Wojska Polskiego. W stopniu generała brygady został przeniesiony w stan spoczynku. Z okazji święta Wojska Polskiego 15 sierpnia 2001 został uhonorowany specjalnymi listem przez Prezydenta RP Aleksandra Kwaśniewskiego.
Jako emerytowany generał Wojska Polskiego był prezesem Związku Polskich Spadochroniarzy od 1999 do 2007, a później otrzymał tytuł honorowego prezesa ZPS. W tym czasie pełnił także funkcję prezydenta Europejskiej Federacji Spadochroniarzy. Ponadto zasiadał w radach nadzorczych spółek z o.o. „Komandos”.

## Odznaczenia
- Krzyż Komandorski Orderu Odrodzenia Polski (2000)[12][13]
- Krzyż Złoty z Gwiazdą Związku Żołnierzy Wojska Polskiego (2019)[14]